# تورلایف هاوگ
تورلایف هاوگ (به نروژی: Thorleif Haug) ورزشکار مرد رشتهٔ اسکی صحرانوردی اهل کشور نروژ است. وی در بین سال‌های ‎۱۹۲۴ میلادی در مسابقات بازی‌های المپیک زمستانی در مجموع ۳ مدال طلا را کسب کرد.